# Алтайська сільська адміністрація
Алта́йська сільська адміністрація (каз. Алтай ауылдық әкімдігі, рос. Алтайская сельская администрация) — адміністративна одиниця у складі Глибоківського району Східноказахстанської області Казахстану. Адміністративний центр — село Алтайський.
Населення — 1649 осіб (2021; 2161 у 2009, 2206 у 1999, 3576 у 1989).
Станом на 1989 рік існувала Алтайська селищна рада (смт Алтайський, село Калініно). 2024 року Алтайська селищна адміністрація перетворена в сільську адміністрацію, ліквідовано село Калініно.

## Склад
До складу округу входять такі населені пункти:
| Населений пункт  | Старі назви | Населення, осіб (1989) | Населення, осіб (1999) | Населення, осіб (2009) | Населення, осіб (2021) |
| ---------------- | ----------- | ---------------------- | ---------------------- | ---------------------- | ---------------------- |
| Алтайський, село | -           | 3524                   | 2130                   | 2104                   | 1648                   |
| Калініно, село   | -           | 52                     | 76                     | 57                     | 1                      |